# Nigel Freminot
Nigel Freminot (ur. 5 czerwca 1980) – seszelski piłkarz grający na pozycji obrońcy. W swojej karierze rozegrał 19 meczów w reprezentacji Seszeli.

## Kariera klubowa
Swoją karierę piłkarską Freminot rozpoczął w klubie Red Star FC. W 2005 roku zadebiutował w nim w pierwszej lidze seszelskiej. W 2008 roku przeszedł do St Michel United FC. Wraz z nim czterokrotnie wywalczył mistrzostwo kraju w sezonach 2008, 2010, 2011 i 2012 oraz zdobył trzy Puchary Seszeli w sezonach 2008, 2009 i 2011. W latach 2013–2014 występował w St Louis Suns United FC, w którym zakończył karierę.

## Kariera reprezentacyjna
W reprezentacji Seszeli Freminot zadebiutował 9 września 2007 roku w zremisowanym 1:1 meczu kwalifikacji do Pucharu Narodów Afryki 2008 z Mauritiusem. Od 2007 do 2011 rozegrał w kadrze narodowej 19 meczów.